# 24 heures ou plus
Pour plus de détails, voir Fiche technique et Distribution.
24 heures ou plus est un film de Gilles Groulx produit en 1973. À cause de son propos marxiste et indépendantiste, l'Office national du film du Canada (ONF) jugea le film politiquement inacceptable. Sa sortie n'est autorisée qu'en 1976. 

## Synopsis
Accompagné d'une équipe réduite, Gille Groulx tente de faire un portrait au quotidien de l'actualité québécoise entre novembre et décembre 1971.
Produit dans le contexte de la Crise d’octobre de 1970, ce film est une dénonciation émotive et résolue de la société de consommation présentée comme la cause des problèmes sociaux québécois. Point de vue personnel d’un cinéaste militant.
Le documentaire "24h ou plus" de Gilles Groulx est une œuvre emblématique du cinéma québécois. Le film reflète le climat politique, culturel et social du Québec à cette époque, notamment en ce qui concerne la montée des sentiments nationalistes et la Révolution tranquille, une période de changement socio-politique et socio-culturel intense au Québec.
Le documentaire mélange divers types de séquences, dont des interviews, des scènes de rue et des performances. Il offre un aperçu du mécontentement, des espoirs et des aspirations des Québécois, en particulier de la jeunesse. Le film capture le sentiment anti-établissement de ses sujets, et leur désir d'une identité québécoise distincte de celle du Canada anglophone.
Gille Groulx conclut son film en affirmant sans ambages : « Dans cette société-là, nous croyons qu'il faut remettre en question le système établi. »

## Controverse
24 heures ou plus de Gilles Groulx a suscité une controverse avant même sa sortie. Le commissaire de l'Office national du film du Canada (ONF) a interdit sa diffusion, affirmant : « Il serait inexcusable que l'ONF distribue un film qui préconise le rejet complet du système politique et économique en cours au Canada. »
En raison de ces retards et interdictions, le film a perdu une grande partie de son impact initial lorsqu'il a finalement été présenté au public en 1976.

## Prix
1977 : Prix de la critique québécoise

## Fiche technique
- Réalisation : Gilles Groulx
- Production : Paul Larose
- Scénario : Gilles Groulx et Jean-Marc Piotte
- Cinématographie : Guy Borremans et Serge Giguère
- Montage : Gilles Groulx et Jacques Kasma
- Son : Jacques Blain
- Musique : Offenbach

## Distribution
- Gilles Groulx : lui-même, le réalisateur ;
- Jean-Marc Piotte : lui-même, l’analyste ;
- Claude Beauchamp : lui-même, porte-parole de CSN-La Presse ;
- Robert Bourassa : lui-même, extrait télévisé ;
- Michel Chartrand : lui-même ;
- Paul Desmarais : lui-même, Président de Power Corporation ;
- Claude Gauvreau : lui-même, Voix ;
- Emmet Grogan : lui-même, sur Fred Hampton ;
- Fred Hampton : lui-même, document d’archive ;
- Louis Laberge : lui-même ;
- François Lanctôt : lui-même, le felquiste ;
- Robert Lemieux : lui-même, l’avocat ;
- Claude Morency : lui-même, le felquiste ;
- Pierre Perreault : lui-même ;
- Gary Snyder : lui-même ;
- Pierre Trudeau : lui-même, extrait télévisé.